# Улица Кийли
Улица Ки́йли (эст. Kiili tänav) — улица в районе Мустамяэ города Таллина, столицы Эстонии.

## География
Проходит через микрорайон Сяэзе. Начинается от улицы Тилдри, пересекается с улицей Вааблазе и заканчивается на перекрёстке с улицей А. Х. Таммсааре.
Протяжённость — 633 м.

## История
Изначально улица Кийли называлась улицей Сяэзе, затем была конечным отрезком улицы Моони. Её выделили в отдельную улицу 4 июня 2008 года. 
Застраиваться этот район начал во второй половине 1930-х годов, когда землю здесь начали арендовать под жилищное строительство.
Улица названа в честь стрекозы. Это название относится к серии местных топонимов, связанных с насекомыми, например, улица Сяэзе — «Комариная», улица Вааблазе — «Пилильщиковая», улица Парму — «Гнусовая».
Общественный транспорт по улице не курсирует.

## Застройка, учреждения и предприятия
- Kiili tänav 6 — детский сад «Моониыйед» (эст. Tallinna Lasteaed Mooniõied, с эст. «Цветы мака»), построен в 1971 году;
- Kiili tänav 7 — детский сад «Сыбракезе» (эст. Tallinna Sõbrakese Lasteaed, с эст. «Дружочек»), построен в 1973 году;
- Kiili tänav 9 — Мустамяэская церковь Марии Магдалины Эстонской евангелическо-лютеранской церкви; основная часть построена в 2019 году, в 2022 году городские власти выделили деньги на продолжение строительства[6];
- Kiili tänav 10 — Таллинская 32-я средняя школа, здание построено в 1971 году;
- Kiili tänav 19 — магазины торговых сетей «Maxima» (ранее магазин «Säästumarket») и «KariaMarket», в советское время — торговый центр ABC-7.

Улица Кийли
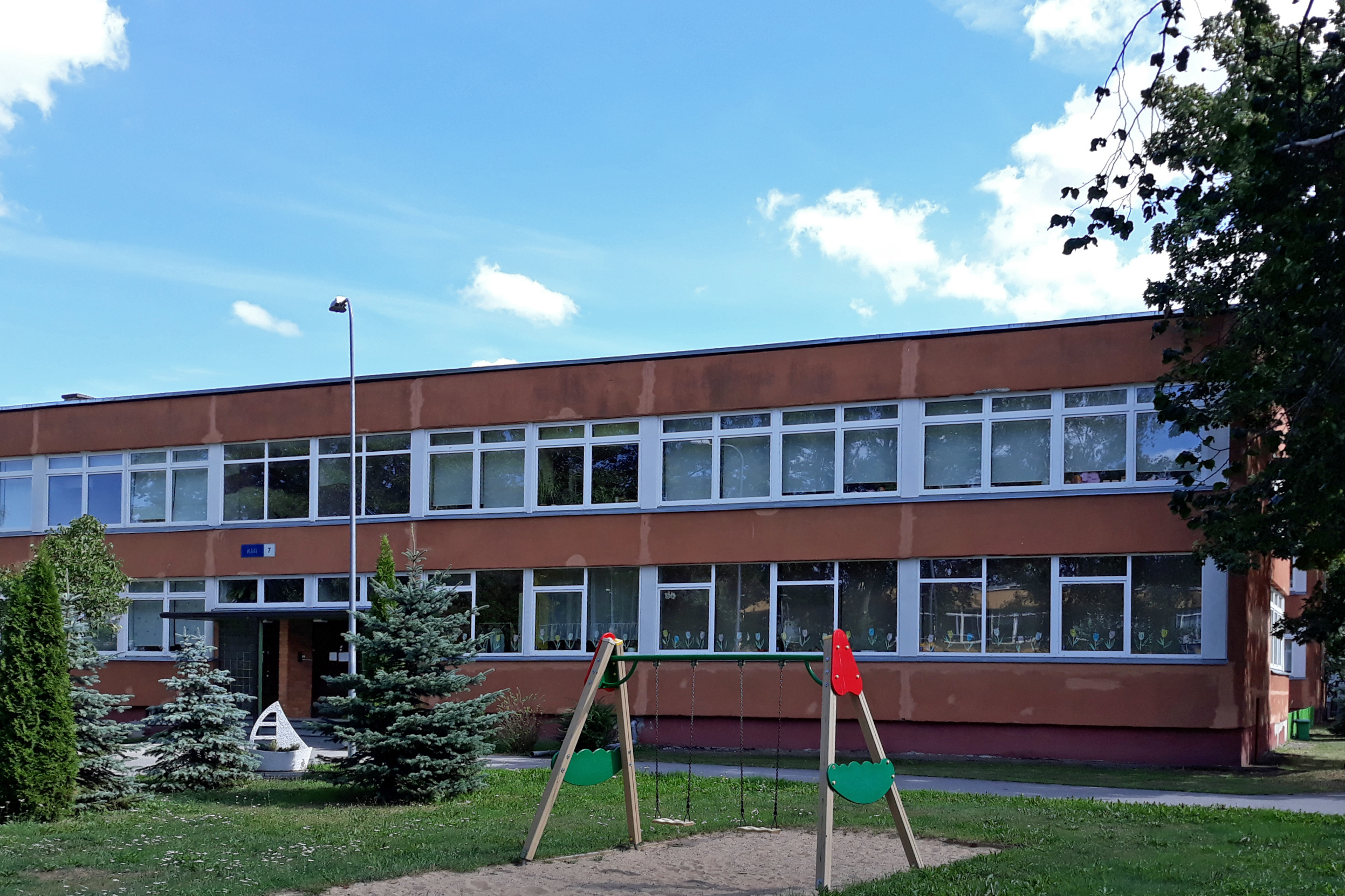
Дом 6, детский сад «Сыбракезе», 2018 год
Дом 9, Мустамяэская церковь Марии Магдалины
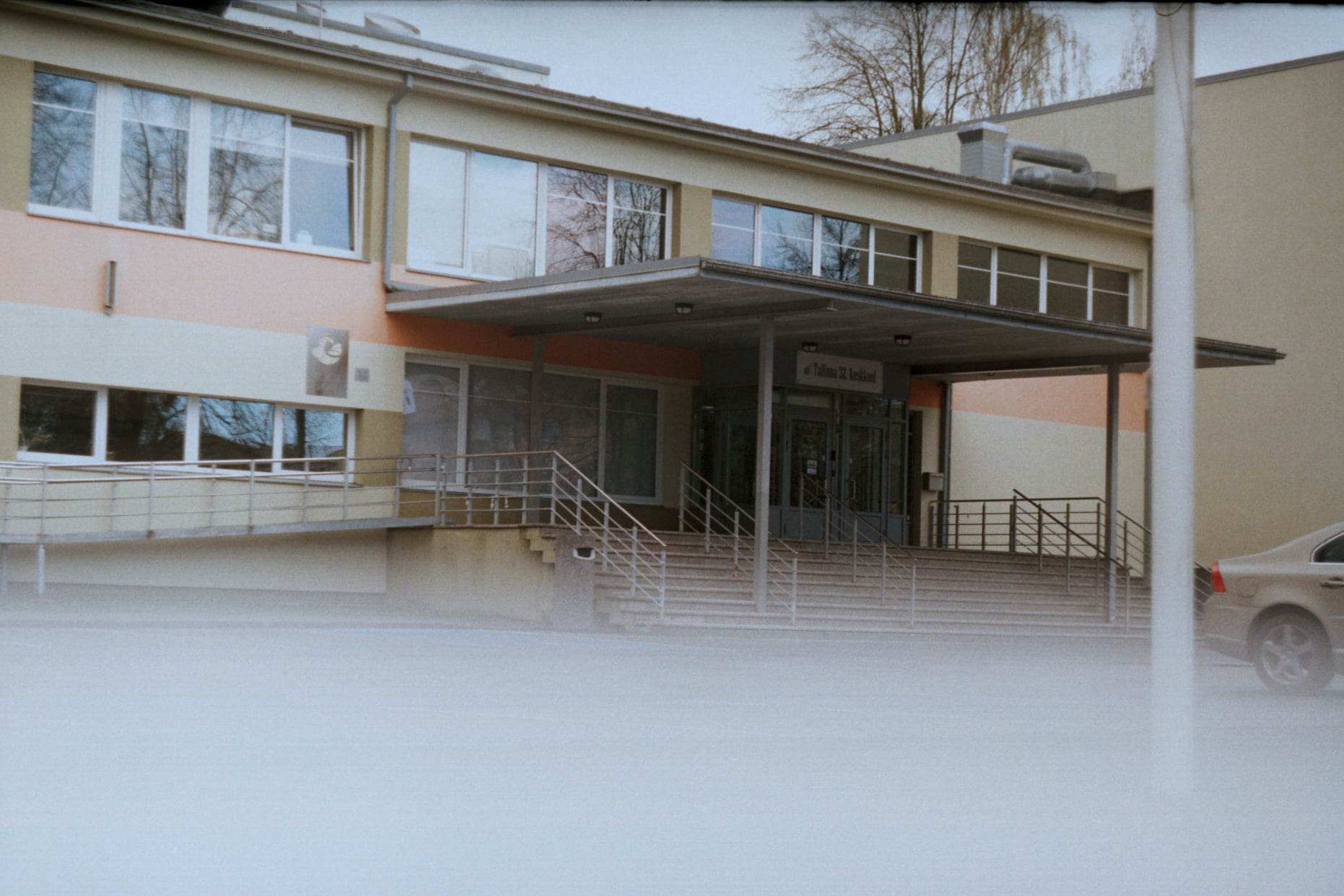
Дом 10, 32-я средняя школа
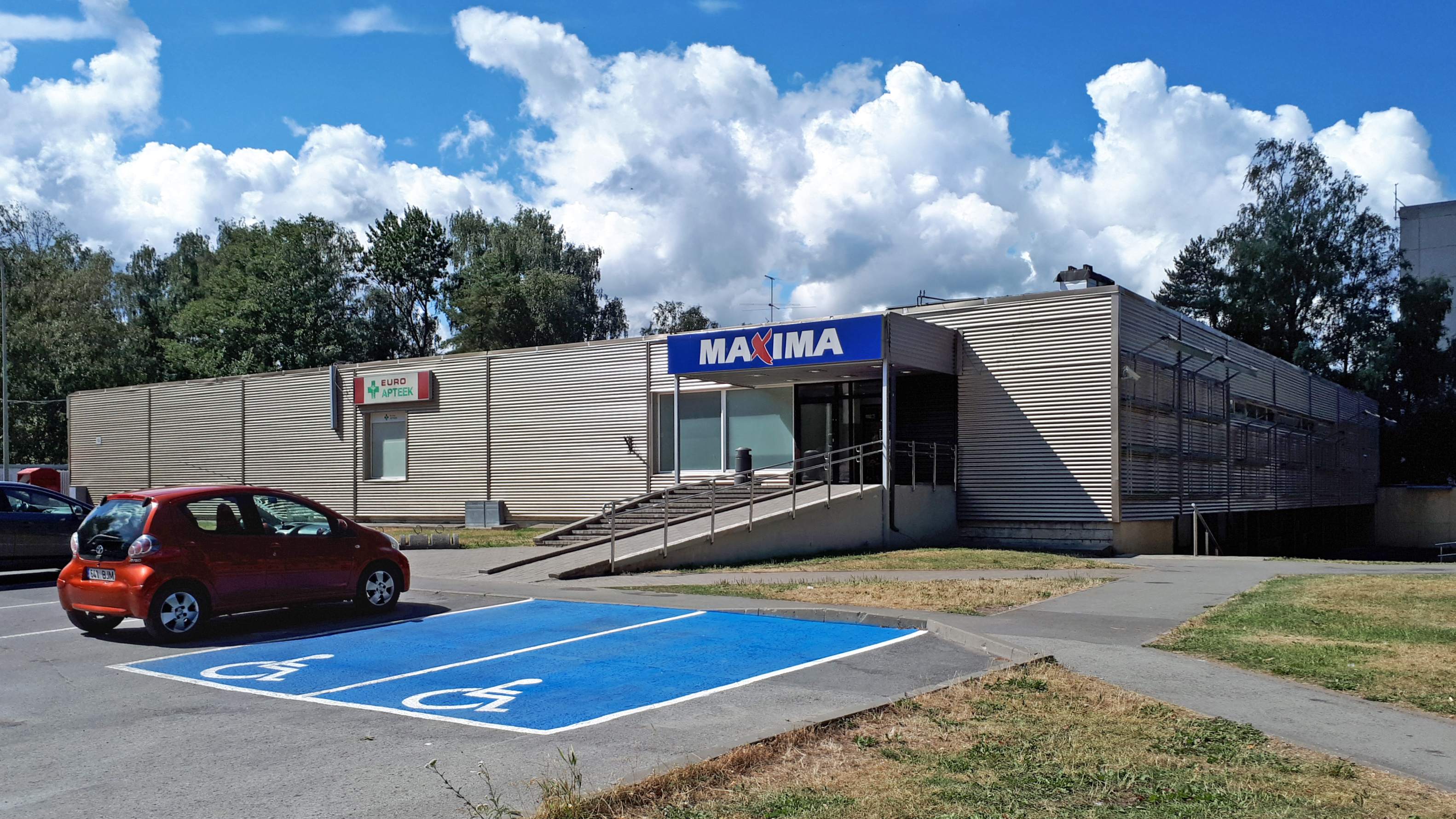
Дом 19, «Maxima X»